# Doble Sucre Potosí
La Doble Sucre Potosí (oficialment: Doble Sucre Potosi GP Cemento Fancesa) era una cursa ciclista per etapes que es disputava a Bolívia. La primera edició es disputà el 2000 i el 2005 va entrar a formar part de l'UCI Amèrica Tour. El 2010 se'n disputà la darrera edició. El 2013 la Volta al sud de Bolívia n'agafà el relleu.

## Palmarès

### Fins al 2002
- 2000:  Raúl Escobar
- 2001:  Alfredo Reinoso
- 2002:  Manuel Guevara

### A partir del 2003
| Any  | Vencedor          | Segon              | Tercer                |
| ---- | ----------------- | ------------------ | --------------------- |
| 2003 | Álvaro Sierra     | Juan Diego Ramírez | Oved Ramírez          |
| 2004 | Javier Zapata     | Elder Herrera      | Alexis Rojas          |
| 2005 | Álvaro Sierra     | Jairo Hernández    | Juan Cotumba          |
| 2006 | Alejandro Ramírez | Álvaro Sierra      | Javier Zapata         |
| 2007 | Óscar Soliz       | Freddy Piamonte    | Álvaro Sierra         |
| 2008 | Byron Guamá       | Gregorio Ladino    | Ramiro Calpa          |
| 2009 | Ferney Bello      | Gregorio Ladino    | Víctor Niño           |
| 2010 | Óscar Soliz       | Libardo Niño       | Luis Fernando Camargo |